# Chrysopelea
Chrysopelea Boie, 1826 è un genere di serpenti della famiglia dei Colubridi, comprendente cinque specie conosciute.
Prende il nome dal latino "paradisus" o dal greco "paradeisos" = parco (l'olotipo è stato probabilmente ritrovato in un parco).  Pertanto, il nome è solo indirettamente correlato a "paradiso".

## Biologia
I serpenti di questo genere possono estendere le costole e spostare lo stomaco in modo da far assumere al corpo una forma più larga e concava grazie alla quale possono gettarsi dall'alto degli alberi e planare in modo sicuro verso terra. Sono per questo conosciuti come "serpenti volanti", per quanto l'aggettivo, in senso stretto, è improprio dato che questi rettili non possono propriamente volare, di fatti praticano più che altro una caduta controllata di un paio di secondi, planando in modo strategico e senza guadagnare quota come farebbero un insetto o un uccello.
un occhio inesperto, tutto questo potrebbe sembrare un incidente di percorso dovuto alla gravità ma - stando a uno studio appena pubblicato su Nature Physics - nulla è più lontano dal vero. 
La tecnica che i serpenti "volanti" usano per spostarsi nell'aria è assai più complessa ed efficace di quanto si potrebbe pensare.
Sono predatori diurni e si cibano di piccoli animali come lucertole, rane, uccelli.
Sono blandamente velenosi (il veleno non è pericoloso per l'uomo).

## Distribuzione e habitat
Le specie di questo genere sono presenti nell'Asia meridionale, dal subcontinente indiano sino all'Indonesia e alle Filippine.

## Tassonomia
Comprende le seguenti specie:
- Chrysopelea ornata (Shaw, 1802)
- Chrysopelea paradisi Boie, 1827
- Chrysopelea pelias (Linnaeus, 1758)
- Chrysopelea rhodopleuron Boie, 1827
- Chrysopelea taprobanica Smith, 1943